# Rotboald III av Provence
Rotboald III, även Rotbold, Rothbold, Rotbald, Rodbald, Roubaud och Rotbaud, död 1014 eller 1015, var greve av Provence från 1008 till sin död. Han var den ende sonen i äktenskapet mellan Rotboald II och Emilde, dotter till Etienne, vicegreve av Gévaudan. Han ärvde alla faderns titlar då fadern dog 1008. Han är en undanskymd person, svår att särskilja från fadern. Det är inte helt klarlagt att han faktiskt har funnits.
Han var Ermengards första make. Hon gifte sig senare med Rudolf III av Burgund. Rotboald III efterlämnade två söner, som har refererats till som styvsöner till den burgundiske kungen. De båda sönerna hette Hugh och Guillaume III. Hans dotter Emma av Provence som gifte sig greven Vilhelm III av Toulouse. När hennes bror dog ärvde Emma markgrevetiteln som då gick till ätten Toulouse. 